# Demonio Negro (película)
The Black Demon (titulada Demonio negro en Hispanoamérica y Tiburón negro en España) es una película estadounidense-mexicana-dominicana de suspenso y horror, dirigida por Adrian Grünberg, escrita por Boise Esquerra y basada en una historia de Carlos Cisco, y protagonizada por Josh Lucas, Fernanda Urrejola, Julio Cedillo, Héctor Jiménez, Raúl Méndez y Edgar Flores. La cinta se estrenó en 2023.

## Sinopsis
Paul Sturges (Josh Lucas), trabajador de una empresa petrolífera, aprovecha sus idílicas vacaciones familiares en la Bahía Azul de México para hacer una inspección rutinaria de una plataforma ubicada en medio del océano. Lo que prometía ser una tarea sencilla se convierte en una auténtica pesadilla al encontrarse cara a cara con un sanguinario megalodón obsesionado con proteger su territorio a toda costa. Abandonados a su suerte, y con la constante amenaza de ser devorados, la familia deberá encontrar el modo de regresar a tierra firme evitando los ataques mortales del enorme tiburón.

## Reparto
- Josh Lucas como Paul Sturges.[1]
- Fernanda Urrejola como Inés.[1]
- Julio Cedillo como Chato.[1]
- Héctor Jiménez como Chocolatito.[1]
- Raúl Méndez como El Rey.[1]
- Edgar Flores[1]
- Omar Chaparro[1]
- Venus Ariel como Audrey Sturges.[1]
- Jorge A. Jiménez como Junior.[1]
- Omar Patin como Harbor Master.
- Carlos Solórzano como Tommy.

## Producción

### Equipo técnico
El fotógrafo mexicano Antonio Riestra será encargado de dirigir la fotografía de la cinta, junto al propio Grunberg. Carlos Osorio será el diseñador de producción, con el guion escrito por Carlos Cisco y Boise Esquerra. 

### Casting
En octubre de 2021 se anunció a través del sitio Variety que Josh Lucas protagonizaría una 'thriller de tiburones', más tarde en 2022 se anunció que Fernanda Urrejola, Julio César Cedillo, Héctor Jiménez, Edgar Flores y Raúl Méndez se habían unido al elenco.

### Rodaje
La fotografía principal comenzó a finales de 2021 en playas de la República Dominicana. Las empresas estadounidenses y dominicanas Lantica Media, Mucho Más Media y Silk Mass serían las encargadas de dar vida al proyecto.